# Rudolph Koenig

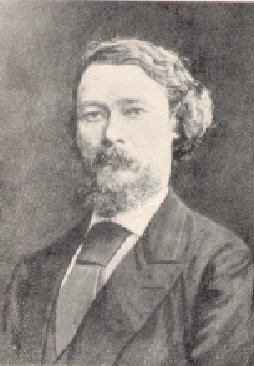
Rudolph Koenig

Rudolph Koenig (* 26. November 1832 in Königsberg; † 2. Oktober 1901 in Paris) war ein deutscher Akustiker.

## Leben
Koenig besuchte zwischen 1840 und 1851 das Kneiphöfische Gymnasium in seiner Heimatstadt, ging Ende 1851 nach Paris, wo er beim berühmten Fabrikanten von Saiteninstrumenten Jean-Baptiste Vuillaume in die Lehre ging und bald eine besondere Vorliebe für die Akustik entwickelte. So errichtete er 1858 eine Werkstätte für die Konstruktion akustischer Apparate. Er begann mit Geräten für den Unterricht und errang auf mehreren Ausstellungen Medaillen.

## Arbeiten
Wissenschaftlichen Wert hatten seine Arbeiten über die Anwendung der graphischen Methode auf die Akustik, wozu ihm ein von ihm konstruierter Phonautograph behilflich war. Auch beschäftigte er sich mit der Messung der Schallgeschwindigkeit, mit den Klangfiguren, der Tonveränderung bewegter Schallquellen (also dem akustischen Dopplereffekt), mit manometrischen Flammen, akustischen „Stößen“ (Stoßwellen), Normalstimmgabeln und mit verschiedenen Klangfarben, zu deren Untersuchung er eine selbstkonstruierte Wellensirene einsetzte.